# Kosmatcovité
Kosmatcovité (Aizoaceae) je čeleď vyšších dvouděložných rostlin z řádu hvozdíkotvaré (Caryophyllales). Jsou to sukulentní byliny často neobvyklého vzhledu a s nápadnými květy. Rostou v teplých oblastech celého světa, nejvíce druhů je v jižní Africe. Pěstují se jako zajímavé sukulenty a některé druhy také jako venkovní letničky. Čeleď je v malém měřítku zastoupena i v jižní a západní Evropě.

## Popis
Kosmatcovité jsou sukulentní jednoleté nebo vytrvalé byliny či polokeře přizpůsobené růstu v suchých oblastech. Obvykle mají C4 nebo CAM metabolismus. Často obsahují alkaloidy, betalainy a rafidy šťavelanu vápenatého. Ve stoncích bývají koncentrické prstence vodivých svazků nebo střídající se prstence xylému a floému. Kořeny jsou nejčastěji vláknité, někdy i hlízovité. Listy jsou jednoduché, většinou vstřícné a bez řapíku, se zpeřenou ale nezřetelnou žilnatinou, silně sukulentní, s průhlednými buňkami ve středu čepele. Čepele listů mohou být ploché nebo s okrouhlým či trojúhelníkovitým průřezem anebo šupinovité. Palisty obvykle chybějí. Na povrchu listů bývá často voskový povlak.
Květy jsou pravidelné, obvykle oboupohlavné, s češulí, jednotlivé nebo v úžlabních či vrcholových vrcholících. Okvětí je nerozlišené, obvykle z 5 více či méně srostlých lístků. Tyčinek je 5 až mnoho, vnější jsou často prodloužené a přeměněné ve staminodia nahrazující korunní lístky. Nitky tyčinek jsou volné nebo na bázi srostlé. Semeník je svrchní až spodní, srostlý ze 2 až 5 plodolistů. V každém plodolistu je 1 až mnoho vajíček. Plodem je lokulicidní, septicidní nebo kruhovitě pukající tobolka, někdy i dužnatá. Semena jsou bez endospermu a mohou mít míšek.

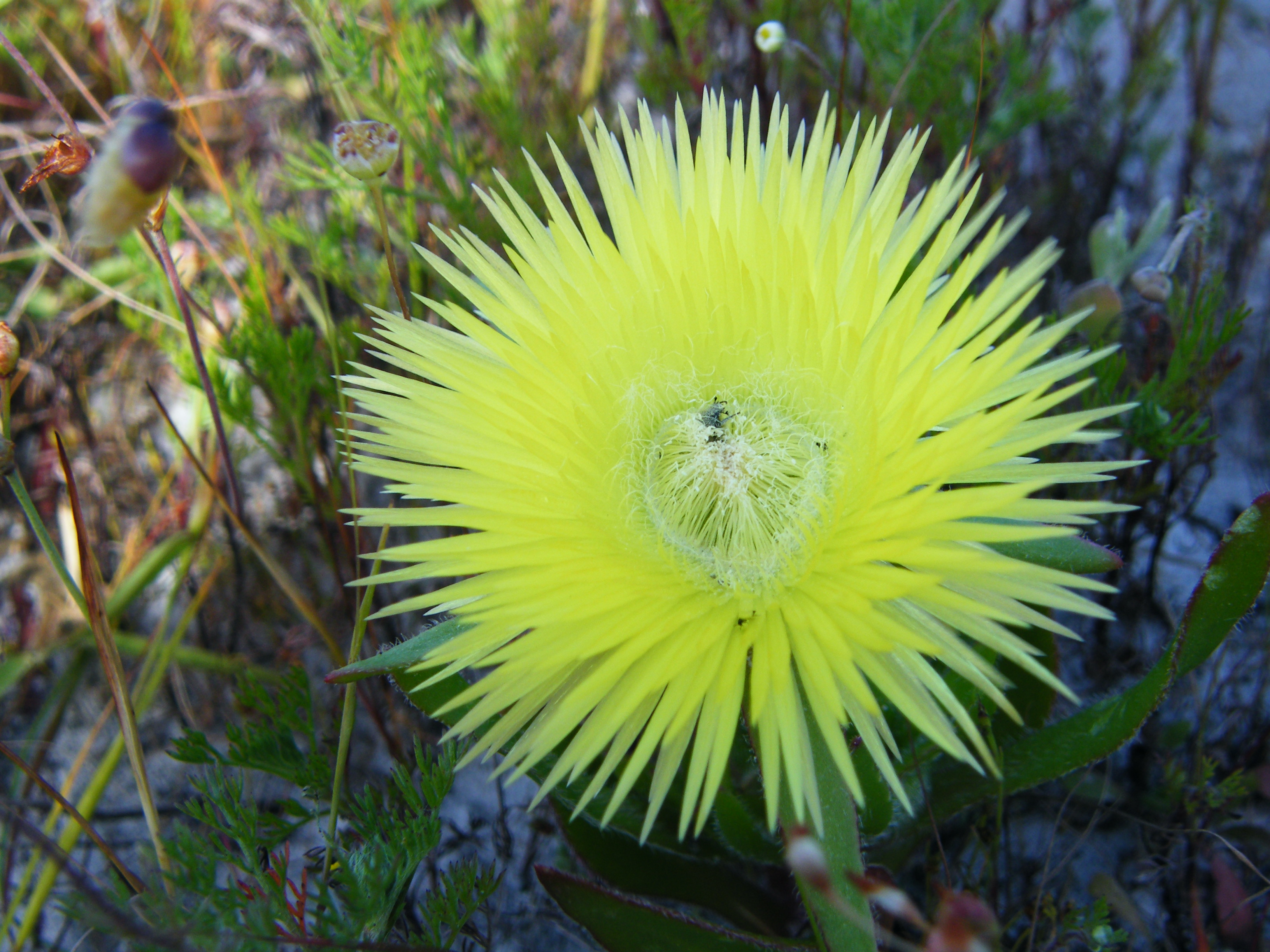
Carpanthea pomeridiana
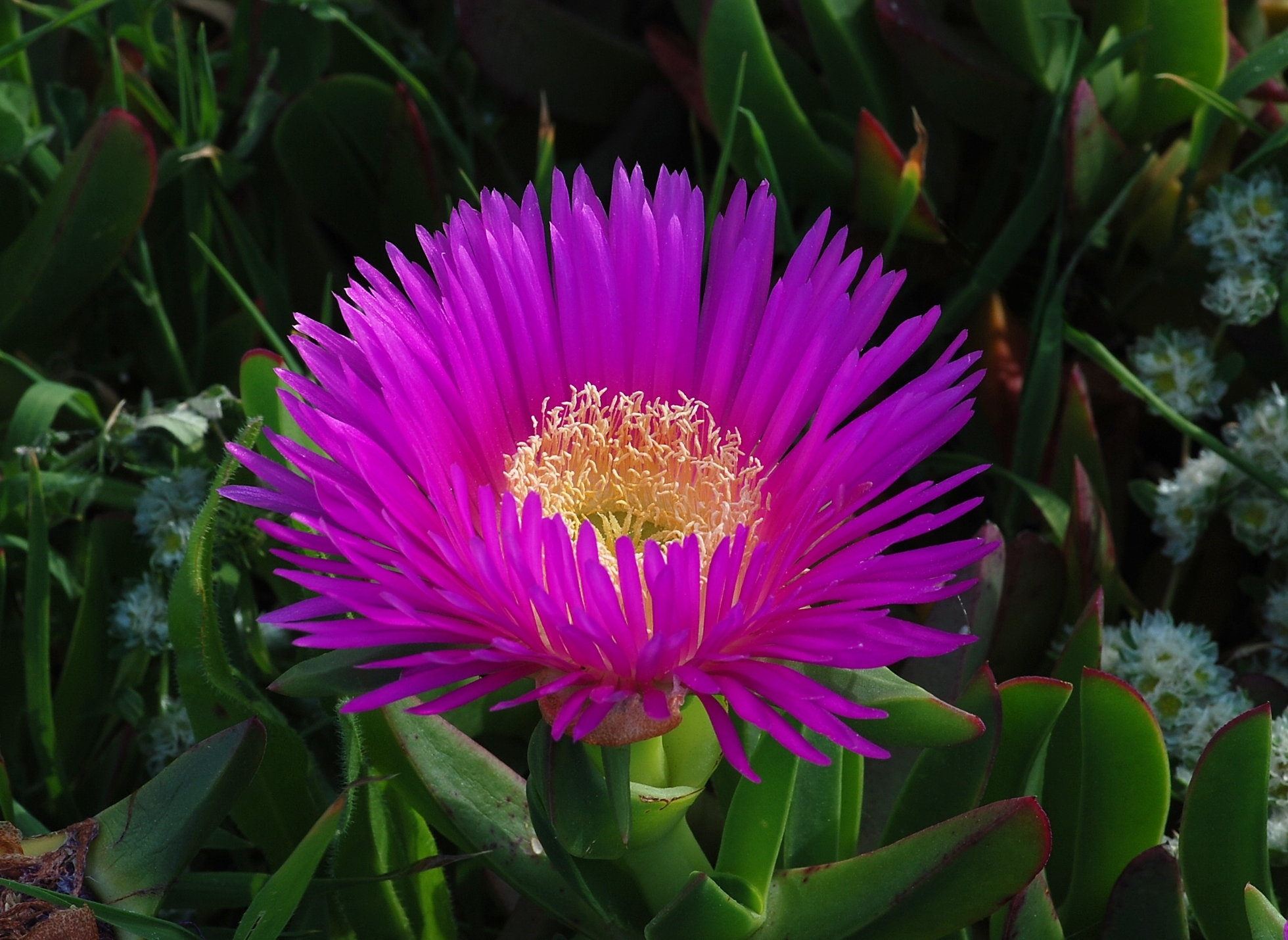
Carpobrotus chilensis
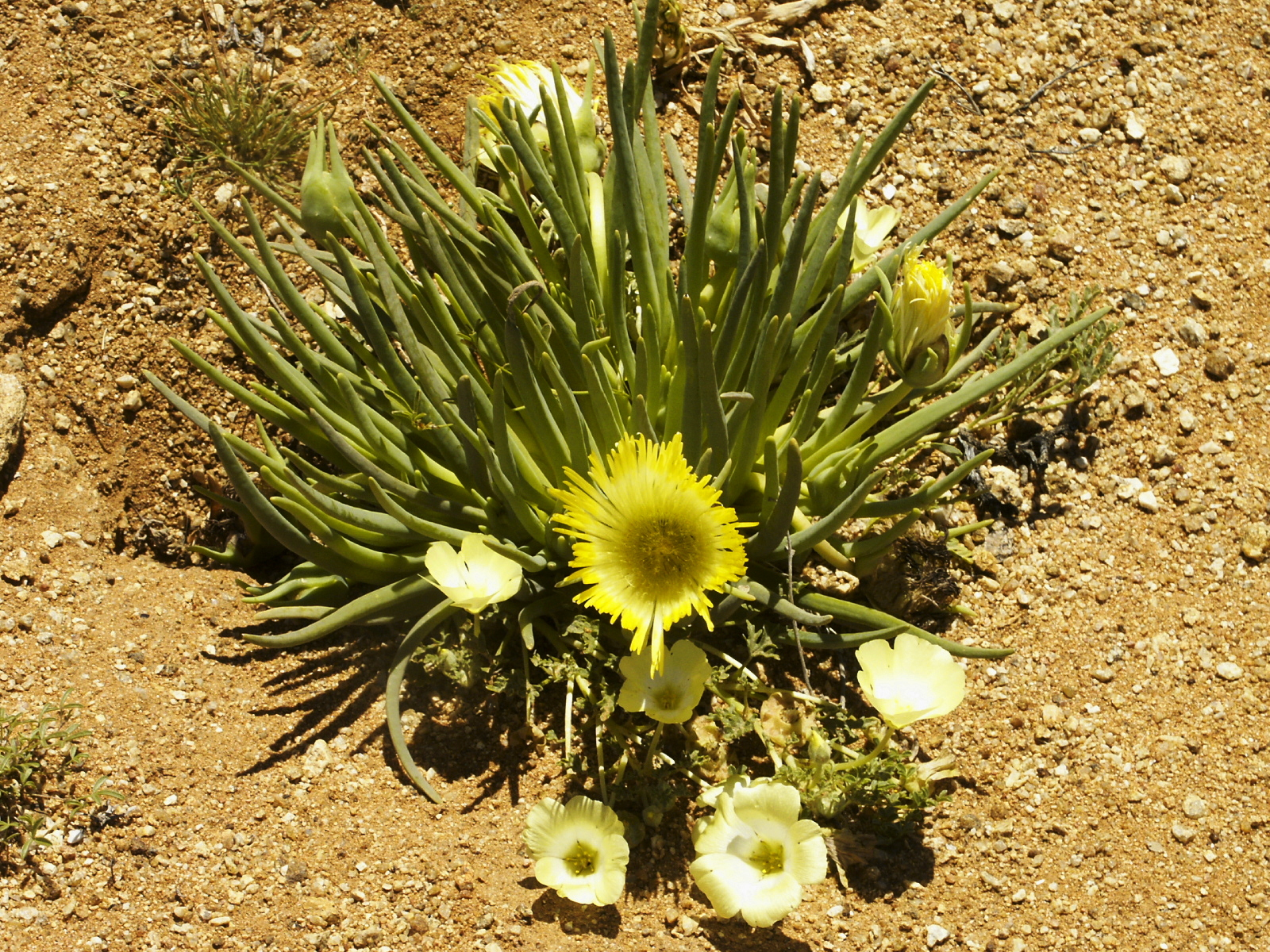
Conicosia pugioniformis
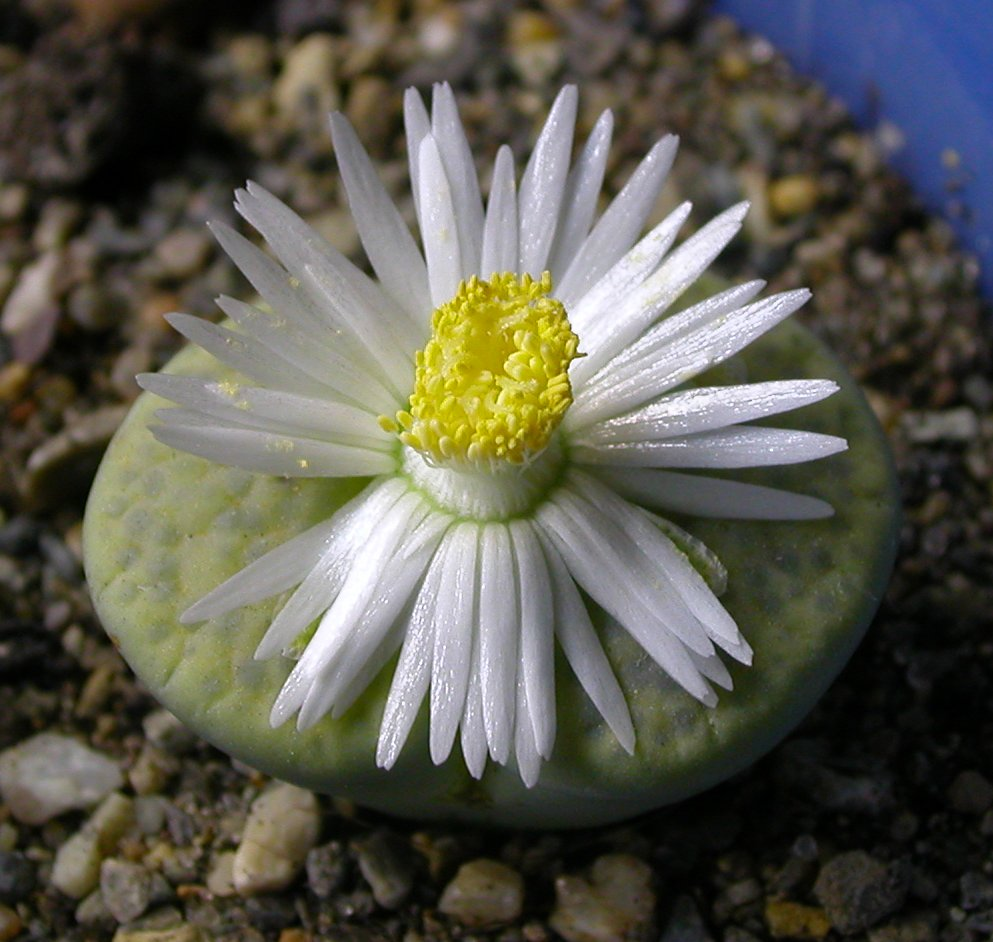
Lithops fulviceps
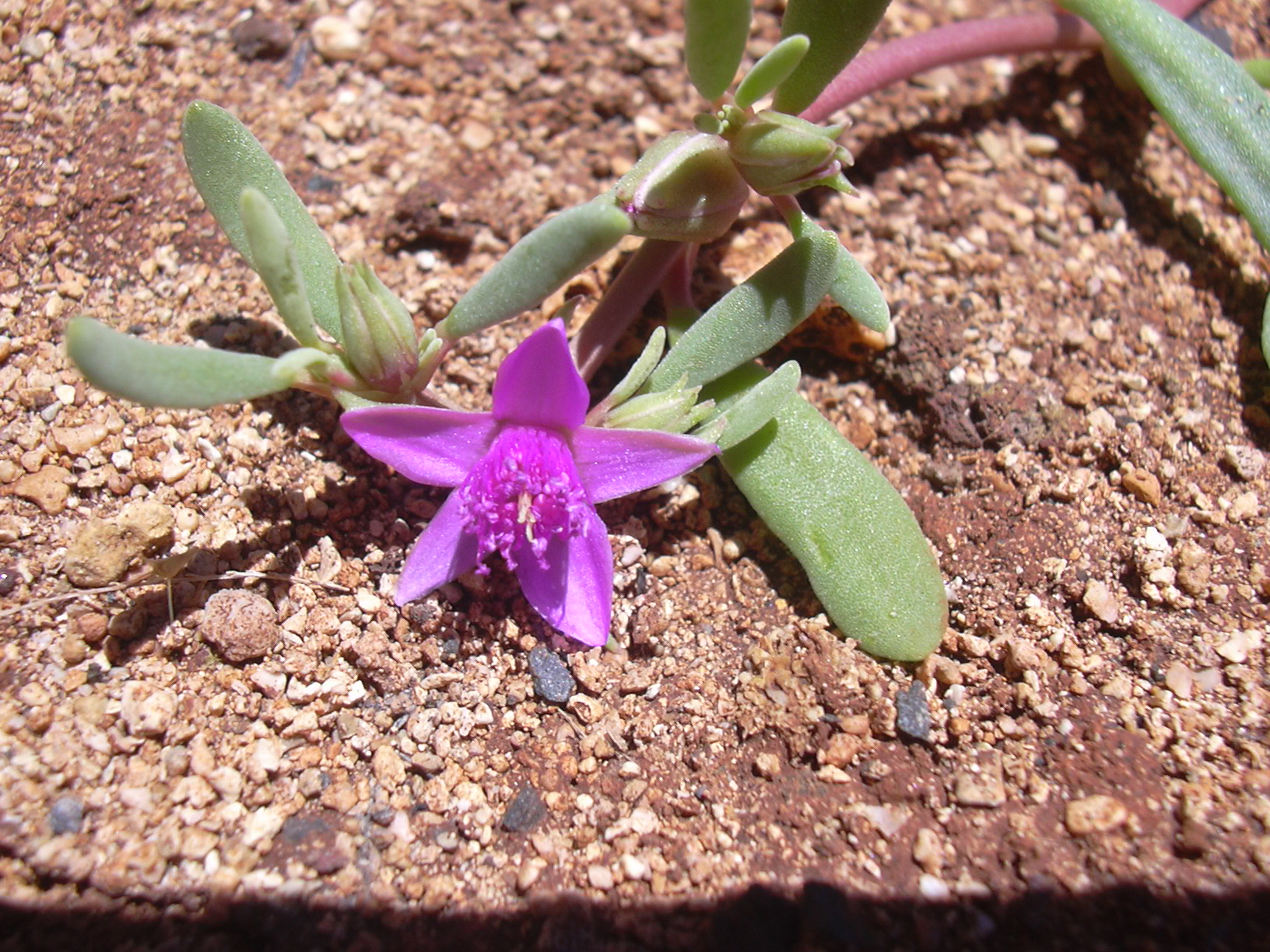
Sesuvium portulacastrum

## Rozšíření
Čeleď kosmatcovité zahrnuje asi 2500 druhů ve 127 rodech. Největší rody jsou Conophytum (asi 290 druhů), Delosperma (150), Lampranthus (150) a Drosanthemum (100 druhů).
Kosmatcovité jsou zastoupeny na všech kontinentech, četnost rodů a druhů je však velmi rozdílná. Centrum druhové diverzity je v jižní Africe, zatímco např. v celé tropické Americe je pouze 20 druhů v 7 rodech. Rody Sesuvium, Tetragonia a Trianthema jsou pantropické. Mnohé druhy, původně pěstované jako okrasné rostliny, v klimaticky příhodných oblastech celého světa zdomácněly.
Zástupci čeledi nejčastěji rostou v sušších oblastech tropů a subtropů se zimní deštivou periodou (mediteránní klima), časté jsou na pobřežních písčinách.
V Evropské flóře jsou původní 3 druhy kosmatcovitých: Aizoon hispanicum, Mesembryanthemum crystallinum a Mesembryanthemum nodiflorum. Mimo to se v jižní a západní Evropě porůznu vyskytuje množství zdomácnělých, případně zavlečených druhů: Aptenia cordifolia, Carpobrotus aequilaterus, Carpobrotus edulis, Carpobrotus glaucescens, Disphyma crassifolium, Drosanthemum floribundum, Drosanthemum hispidum, Erepsia heteropetala, Galenia secunda, Lampranthus deltoides, Lampranthus falciformis, Lampranthus glaucus, Lampranthus multiradiatus, Ruschia caroli. V květeně České republiky není tato čeleď zastoupena, pouze čtyřboč rozložitá (Tetragonia tetragonoides) je vzácně zavlékána na rumiště.

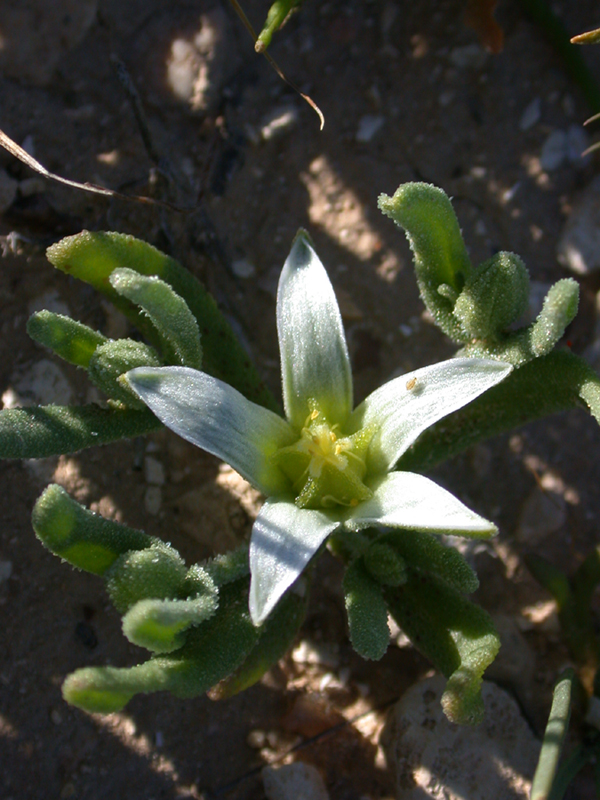
Aizoon hispanicum
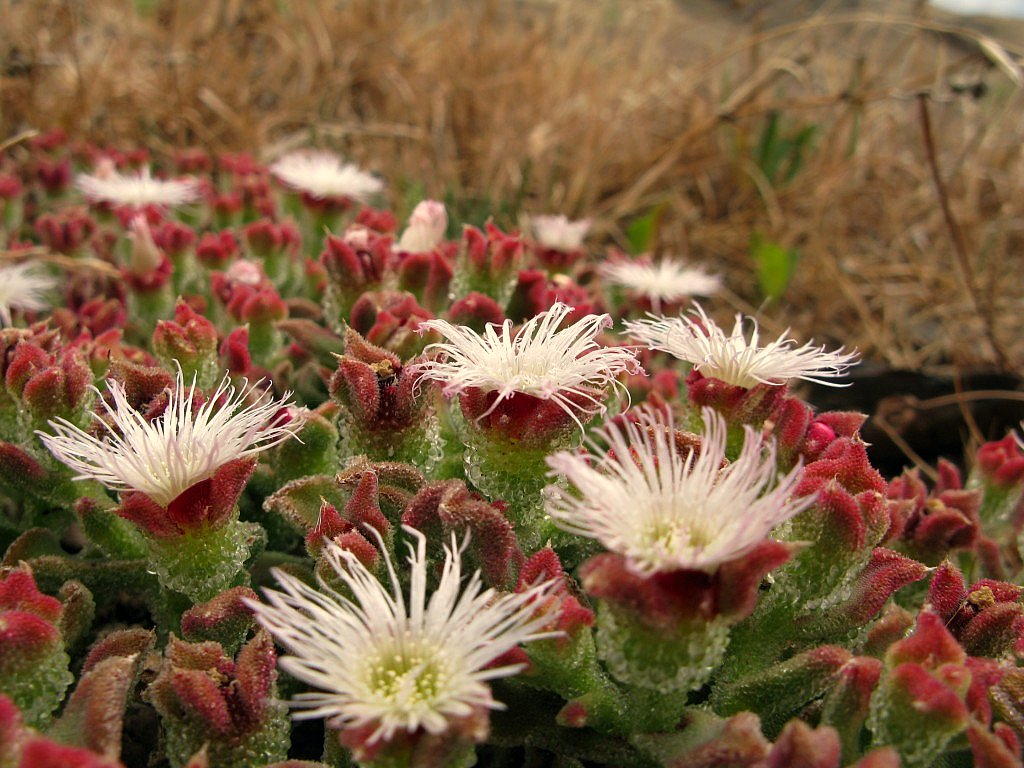
Kosmatec Mesembryanthemum crystallinum
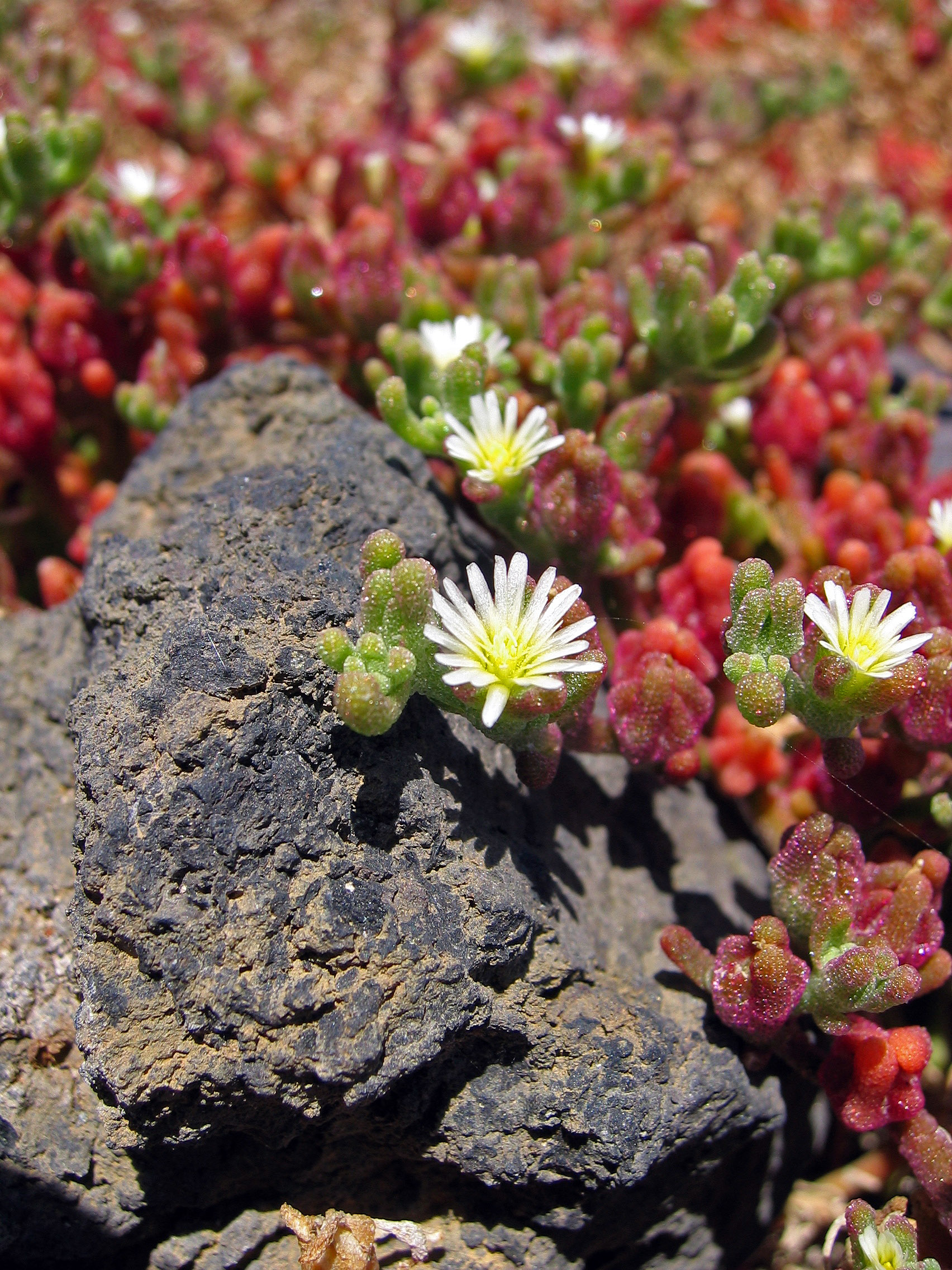
Kosmatec Mesembryanthemum nodiflorum
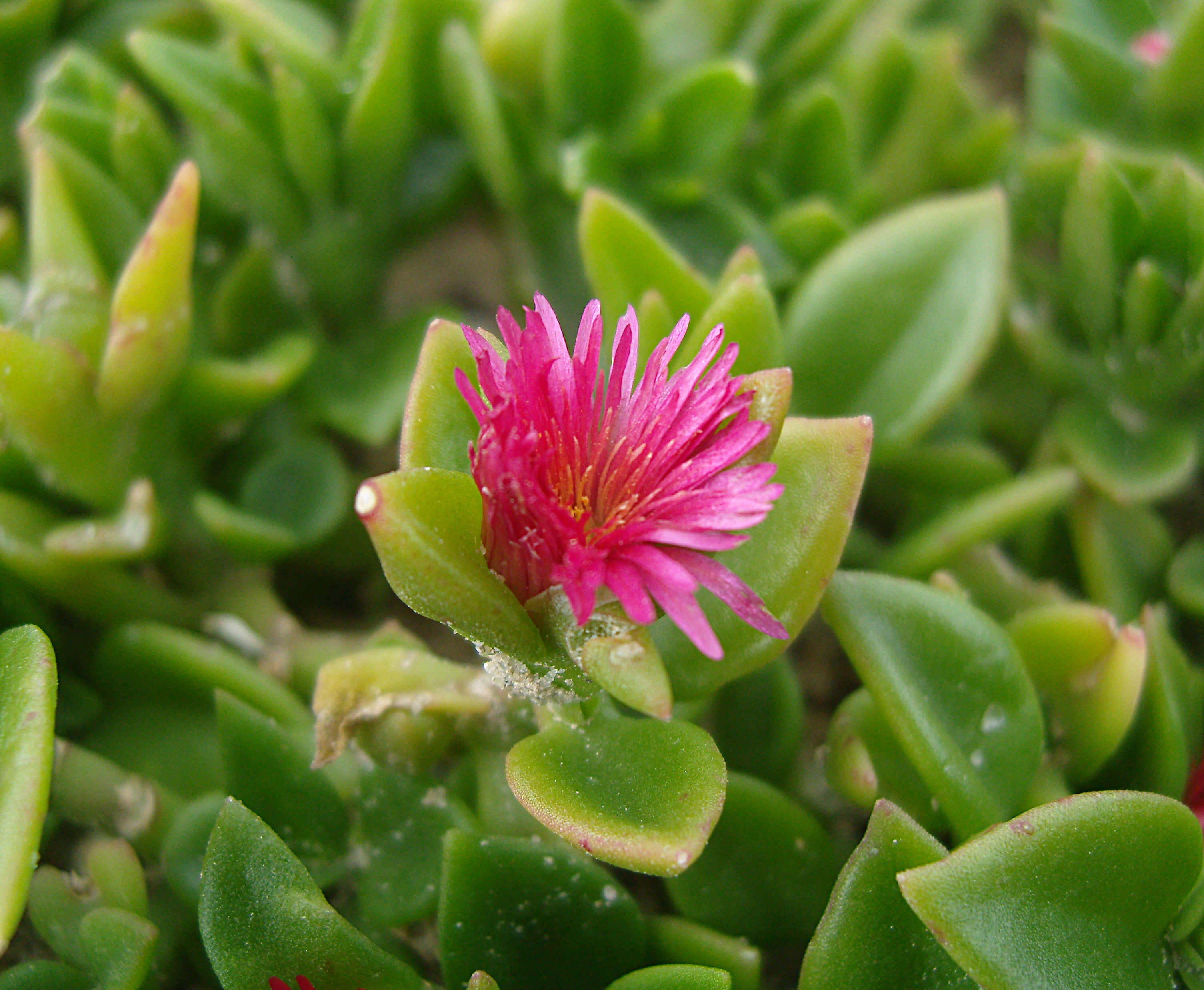
Apténie srdčitá (Aptenia cordifolia)

## Taxonomie
V klasické taxonomii byla čeleď kosmatcovité stejně jako dnes řazena do řádu hvozdíkotvaré (Caryphyllales). Někdy do ní byly řazeny i rody čeledi Molluginaceae, případně byly rody Tetragonia a Tetragonocarpus řazeny do samostatné čeledi Tetragoniaceae.
Vymezení rodů je dosti proměnlivé, u některých taxonomů se lze setkat i se zařazením většiny druhů do velmi široce pojatého rodu Mesembryanthemum.
Kosmatcovité s petaloidními staminodii (Mesembryanthemoideae a Ruschioideae) prošly bouřlivým rozvojem zejména v jižní Africe a také v Austrálii. Podle molekulárních studií tvoří monofyletickou skupinu.
Podle kladogramů APG jsou kosmatcovité součástí monofyletické větve řádu hvozdíkotvaré zahrnující čeledi líčidlovité (Phytolaccaceae), nocenkovité (Nyctaginaceae), Lophiocarpaceae, Barbeuiaceae, Gisekiaceae a Sarcobataceae.
V současné taxonomii je čeleď kosmatcovité členěna na 4 podčeledi:
- Sesuvioideae – 41 druhů ve 4 rodech. Největší rody jsou Trianthema (32 druhů) a Sesuvium (12). Tropy a subtropy celého světa.
- Aizooideae – 135 druhů v 7 rodech. Tetragonia (85). Nejvíce druhů je v suchých oblastech jižní Afriky, také východní a severní Afrika, Asie a Austrálie.
- Mesembryanthemoideae – 100 druhů asi v 11 rodech. Jižní Afrika, několik druhů i v Jižní Americe, Austrálii a Středomoří.
- Ruschioideae – asi 1600 druhů ve 115 rodech. Ruschia (290-350), Conophytum (87-290), Lampranthus (180-220), Delosperma (155-165) a Phyllobolus (150). Jižní Afrika.[7]

## Ekologické interakce

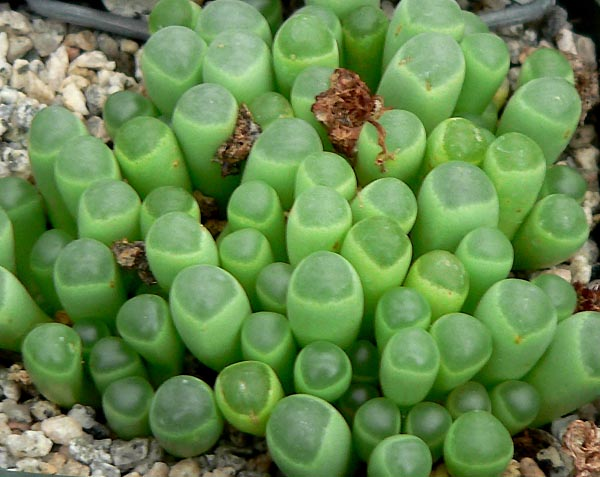
Fenestraria aurantiaca

Kosmatcovité jsou velmi dobře přizpůsobeny růstu v suchém a slunném prostředí. V pokožce dužnatých listů i stonků mají měchýřkovité buňky sloužící k uchovávání vody. V extrémních případech je celá rostlina redukována na pár vstřícných, téměř kulovitých listů. U některých rodů, např. Ophtalmophyllum a Fenestraria, jsou listy válcovité a téměř celé skryté v půdě, na povrchu se objevuje pouze vrcholová část s průhledným 'oknem', přičemž zelené asimilující buňky jsou omezeny na tenkou vrstvu při okraji nebo na bázi listu.
Květy kosmatcovitých bývají nápadné a lákají rozličný hmyz, zejména včely, vosy, motýly, mouchy a brouky. Většinou jsou cizosprašné. Drobná semena jsou obvykle šířena větrem nebo vodou. Tobolky některých druhů se otevírají jen pokud jsou vlhké. Semena zvláště z tobolek pukajících kolem dokola jsou do okolí rozstřikována deštěm.
Některé druhy, zvláště z rodů Trianthema a Sesuvium, mají velký areál rozšíření. Tato druhy jsou povětšině vázány na vlhké biotopy a semena jsou šířena vodou nebo ptáky. Ostatní druhy kosmatcovitých mají spíše omezené areály výskytu.

## Galerie sukulentů

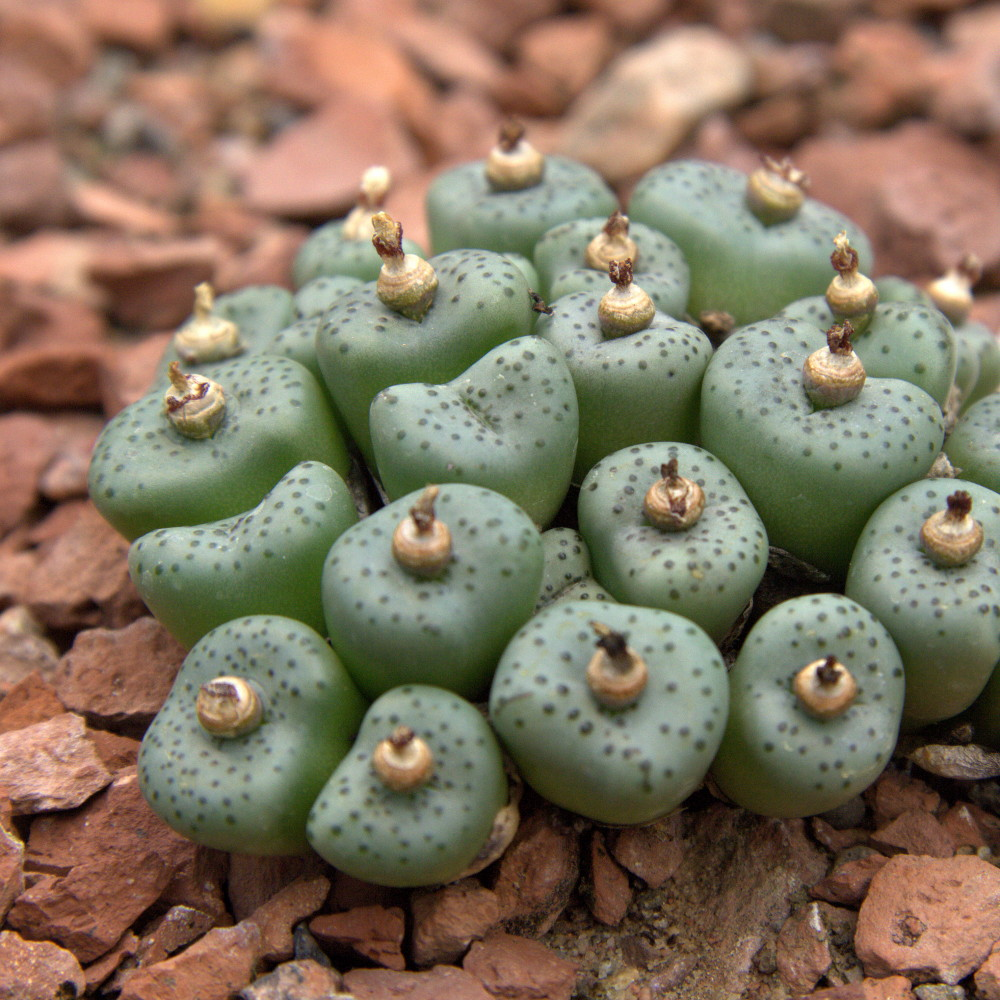
Conophytum obcordellum
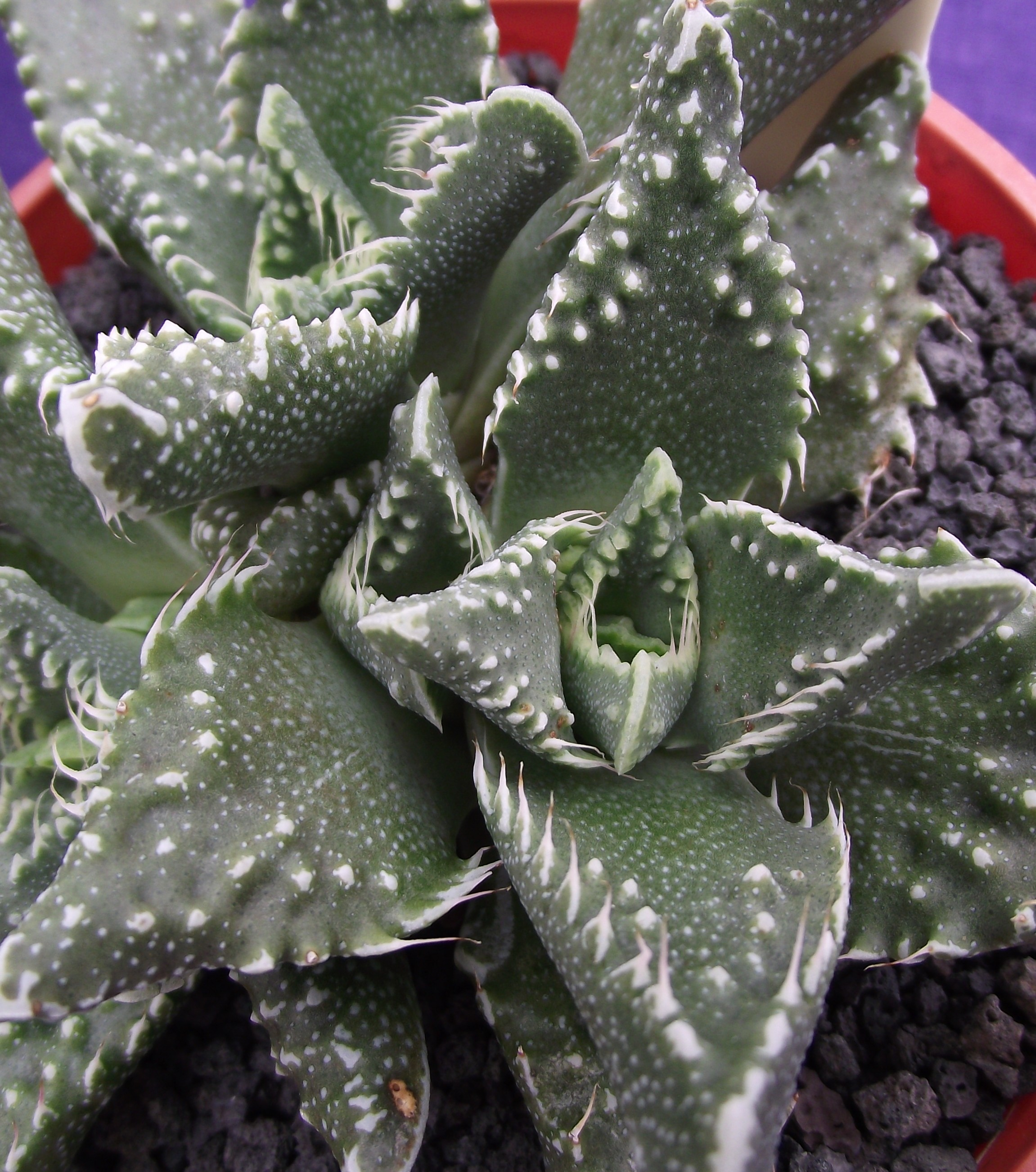
Faucaria tigrina
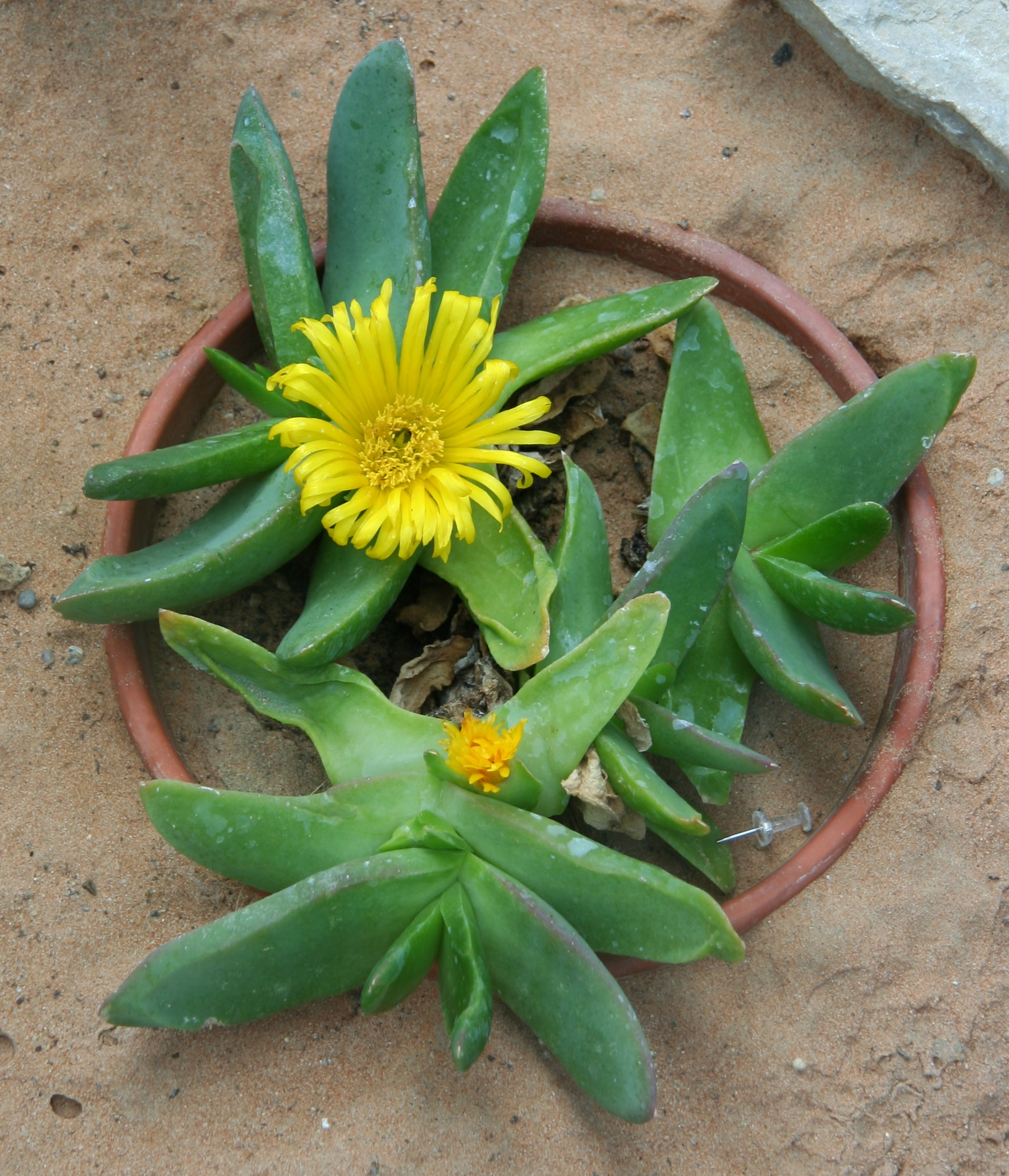
Glottiphyllum salmii
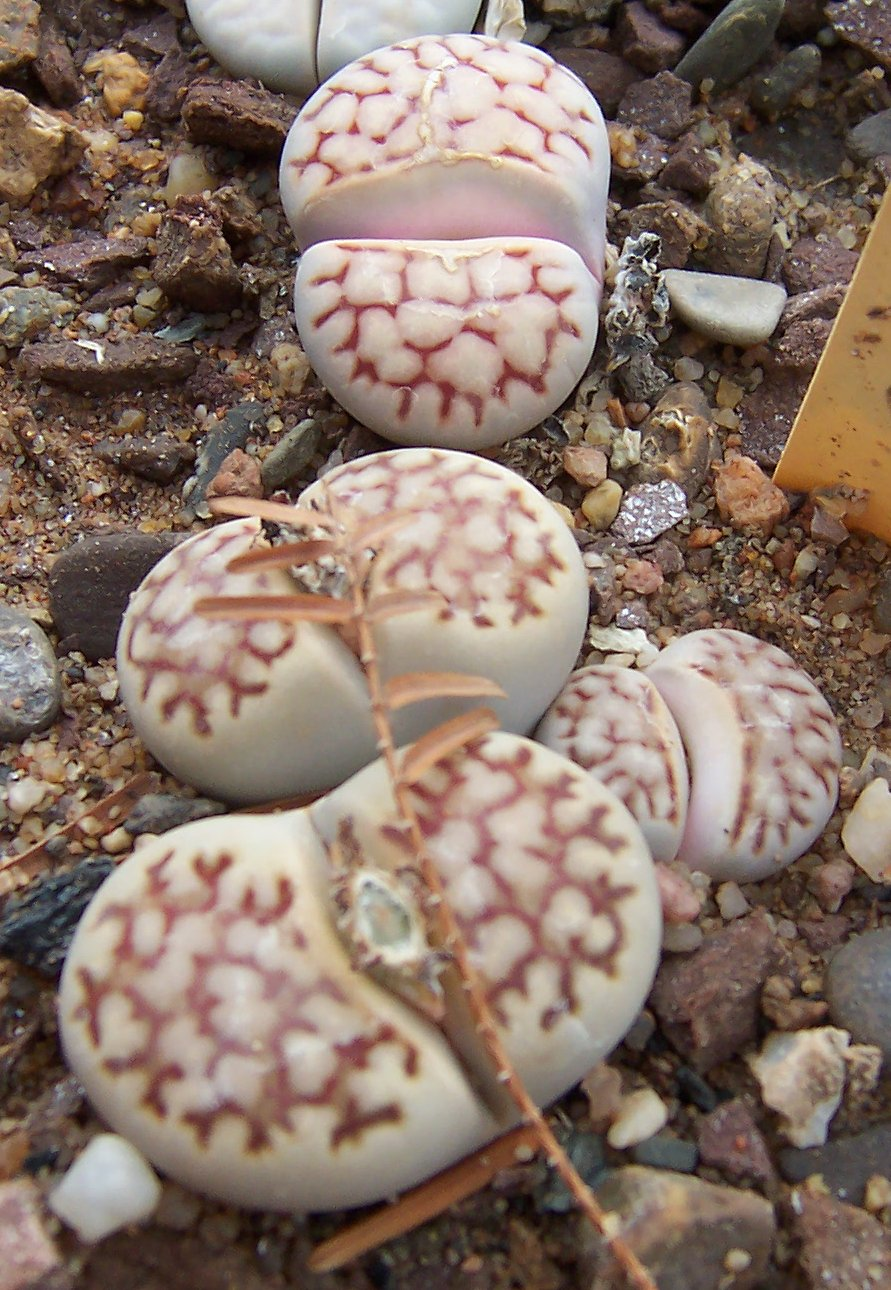
Lithops karasmontana
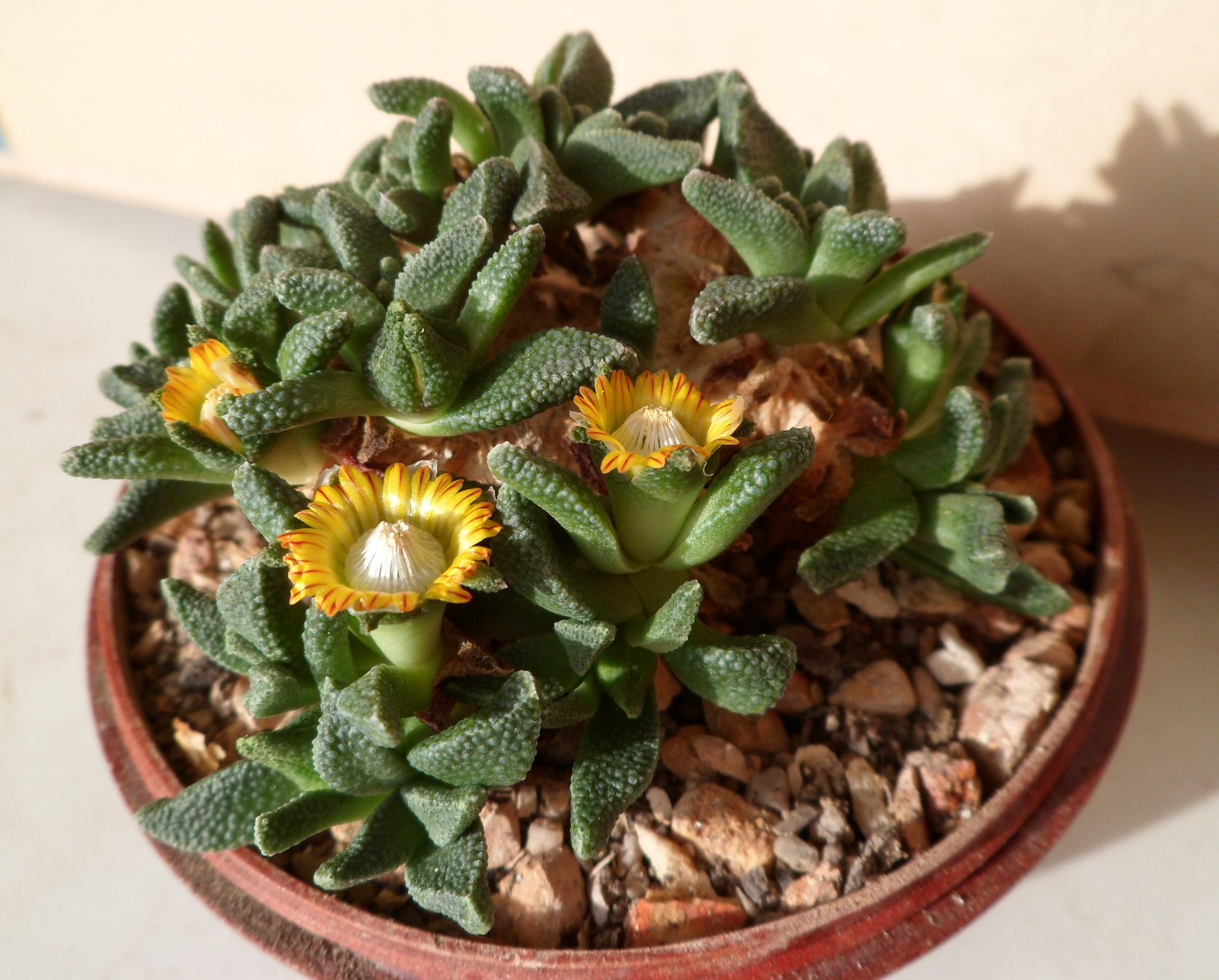
Nananthus vittatus
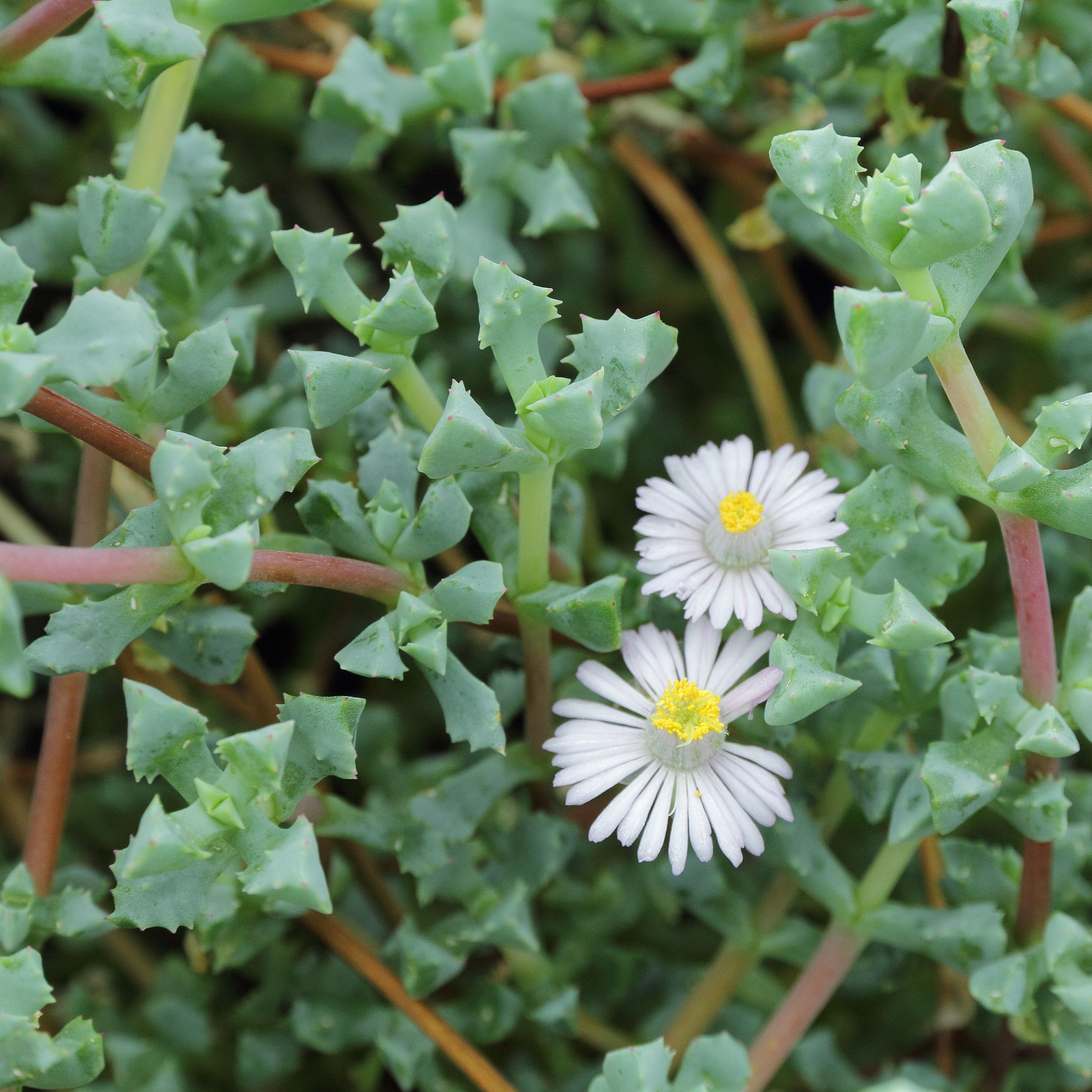
Oscularia deltoides
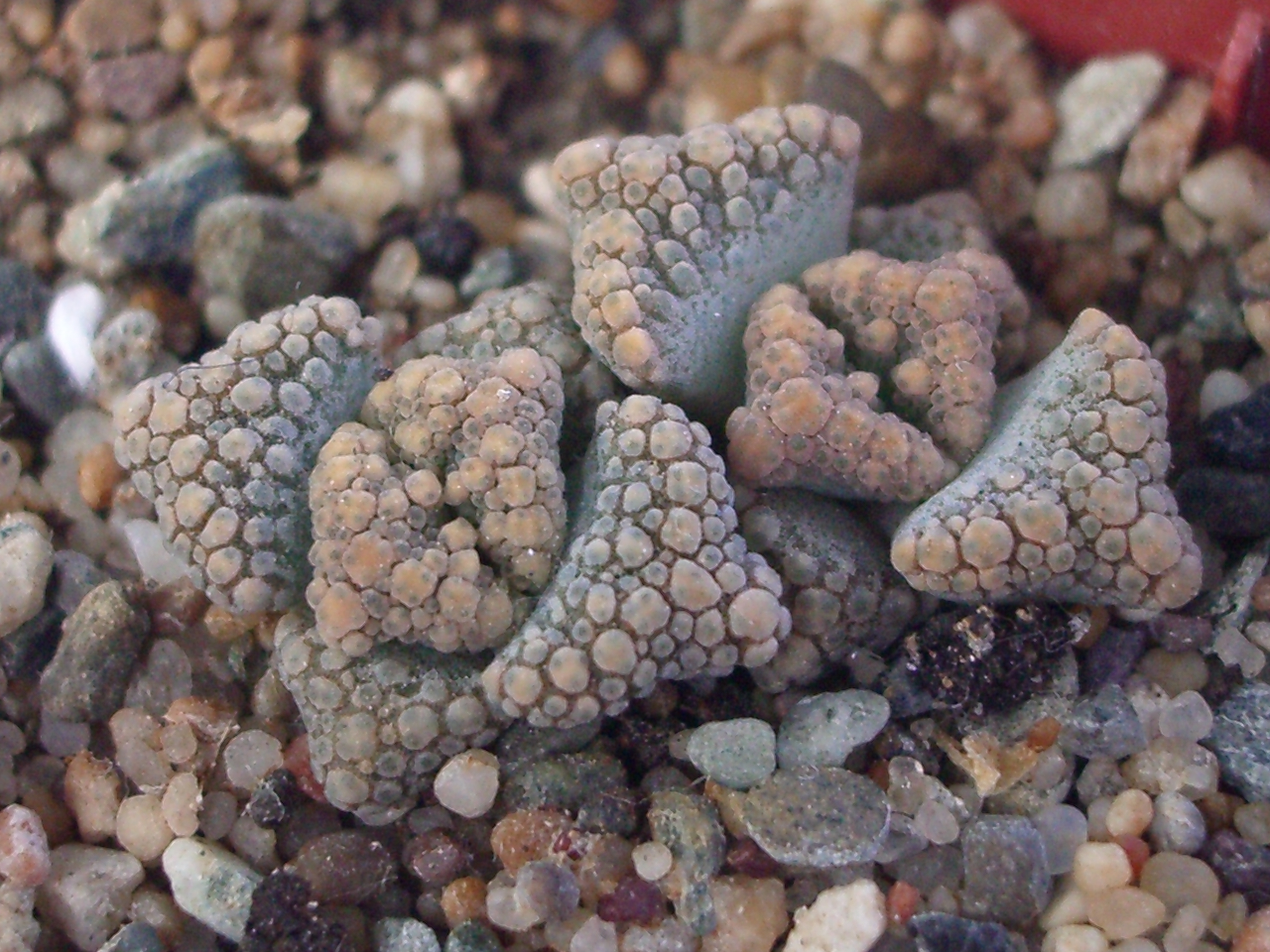
Titanopsis calcarea
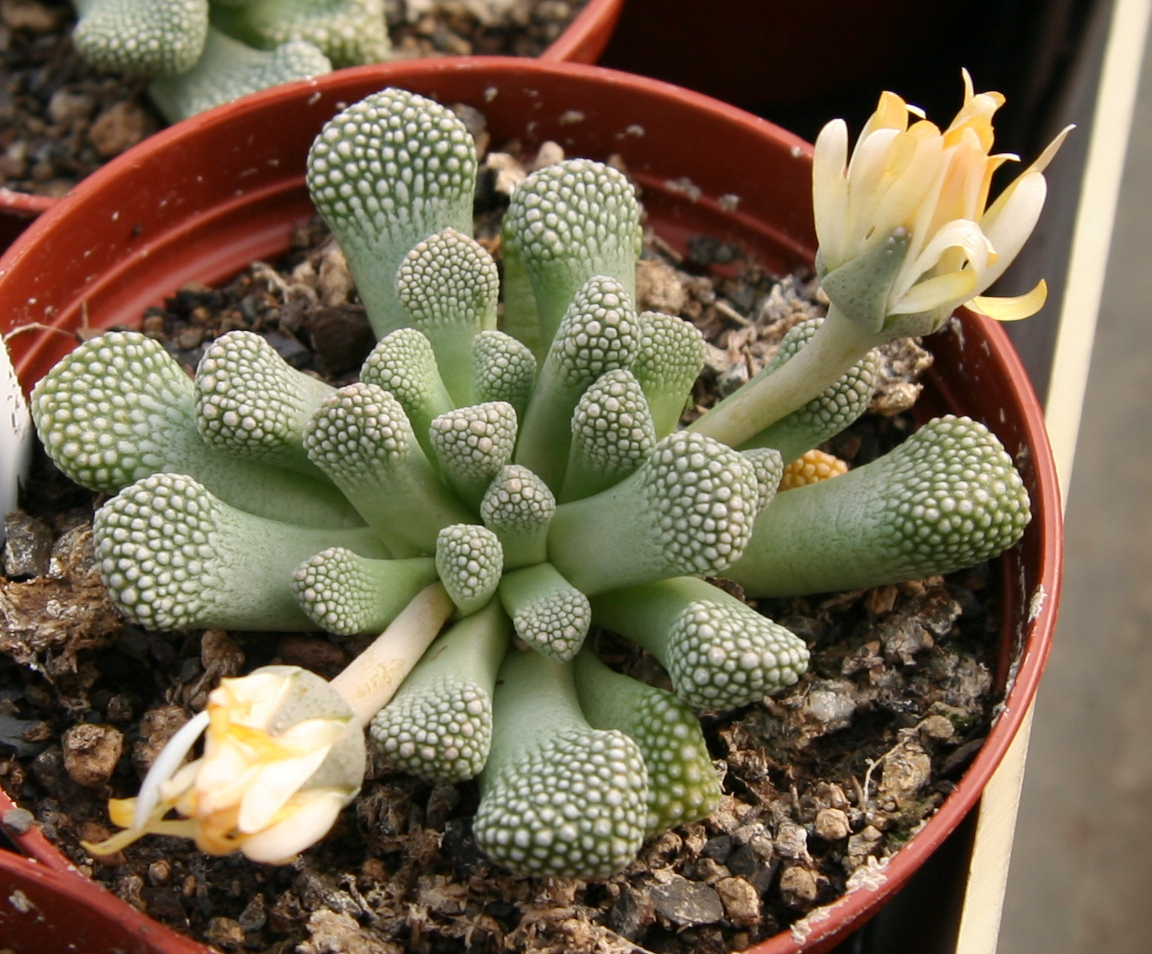
Titanopsis primosii

## Zástupci
- apténie (Aptenia)
- bergerantus (Bergeranthus)
- čtyřboč (Tetragonia)
- delosperma (Delosperma)
- dorotkovec (Dorotheanthus)
- drosantemum (Drosanthemum)
- faukárie (Faucaria)
- galenie (Galenia)
- gibeum (Gibbaeum)
- glotyfylum (Glottiphyllum)
- kosmatcovník (Carpobrotus)
- kosmatec (Mesembryanthemum)
- kuželovec (Conophytum)
- lapidárie (Lapidaria)
- lithops (Lithops)
- malefora (Malephora)
- oknovka (Fenestraria)
- pleiospilos (Pleiospilos)
- poledník (Cleretum)
- stříbřivka (Argyroderma)
- titanopsis (Titanopsis)
- tlustobýl (Sesuvium)
- trojkvětka (Trianthema)
- vždyživ (Aizoon)
- zářivec (Lampranthus)[8]

## Význam
Čtyřboč rozložená (Tetragonia tetragonoides), nazývaná také novozélandský špenát, je používána jako zelenina. Rostlina pochází z Nového Zélandu, dnes je však pěstována po celém světě. Plody kosmatcovníku Carpobrotus edulis a Carpobrotus acinaciformis jsou jedlé a jako zelenina slouží i dužnaté listy. Šťávu z listů používají jihoafričtí domorodci při zánětech v krku, popáleninách apod., neboť má antiseptické účinky. Jedlé jsou i různé druhy kosmatce, např. australský Mesembryanthemum aequilaterum nebo chilský M. chilense. Z plodů afrického druhu M. forskahlei si beduíni v povodí Nilu připravují chléb.
Žvýkání kořenů některých druhů kosmatce, jako je Mesembryanthemum crystallinum a M. nodiflorum, způsobuje díky obsahu alkaloidů (zejména mesembrin a mesembrenin) vizuální halucinace. Podobné alkaloidy obsahují i druhy Sceletium expansum a S. tortuosum, používané jihoafrickými domorodci jako stimulans a narkotikum.
Kosmatcovité jsou pěstovány především jako okrasné rostliny. Nejhojněji pěstovaná letnička z čeledi kosmatcovité je kosmatec sedmikráskovitý (Dorotheanthus bellidiformis). V některých oblastech se z nich stávají invazní rostliny, např. kosmatec (Mesembryanthemum) v Kalifornii.

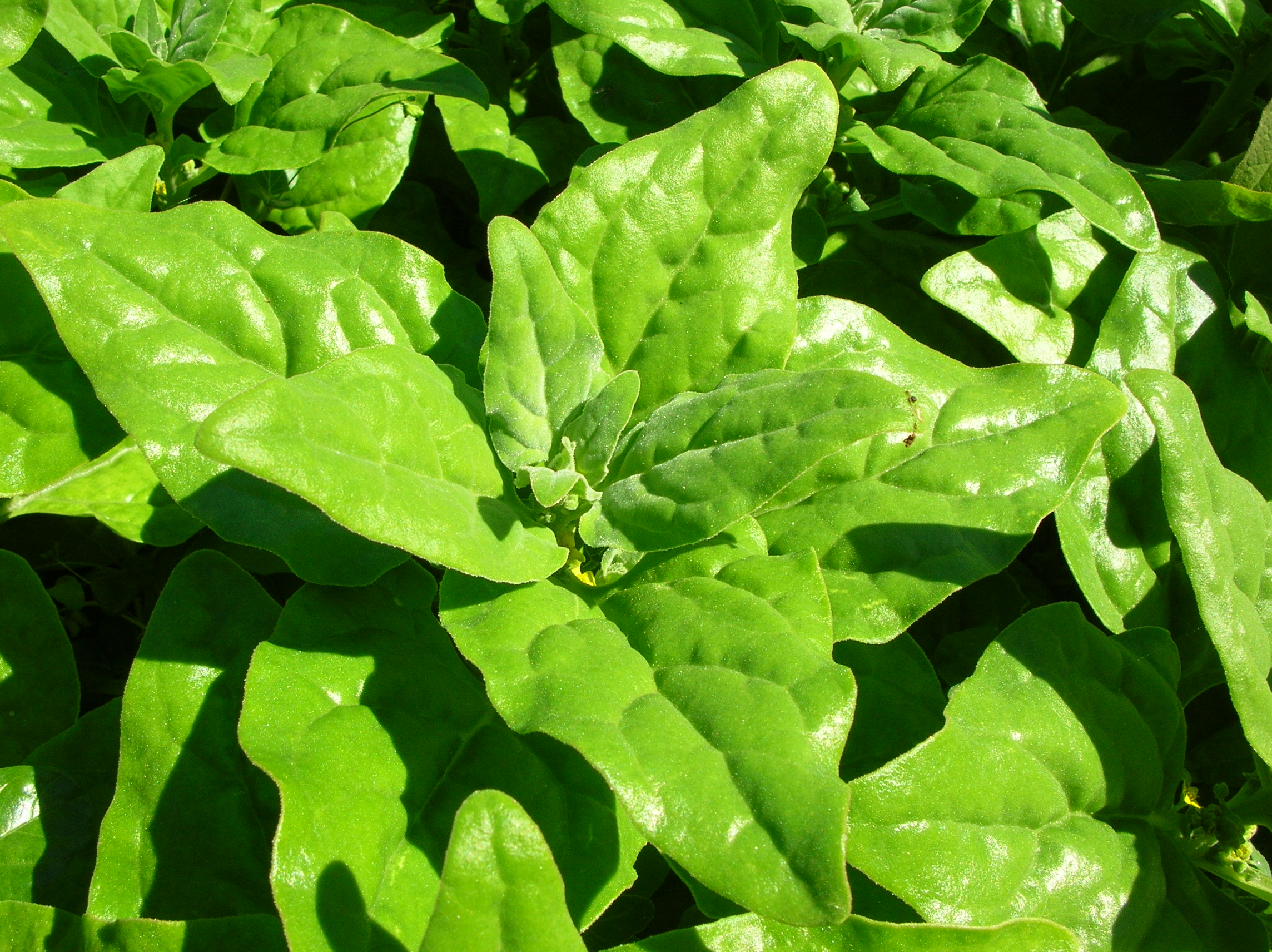
Čtyřboč rozložená (Tetragonia tetragonoides)
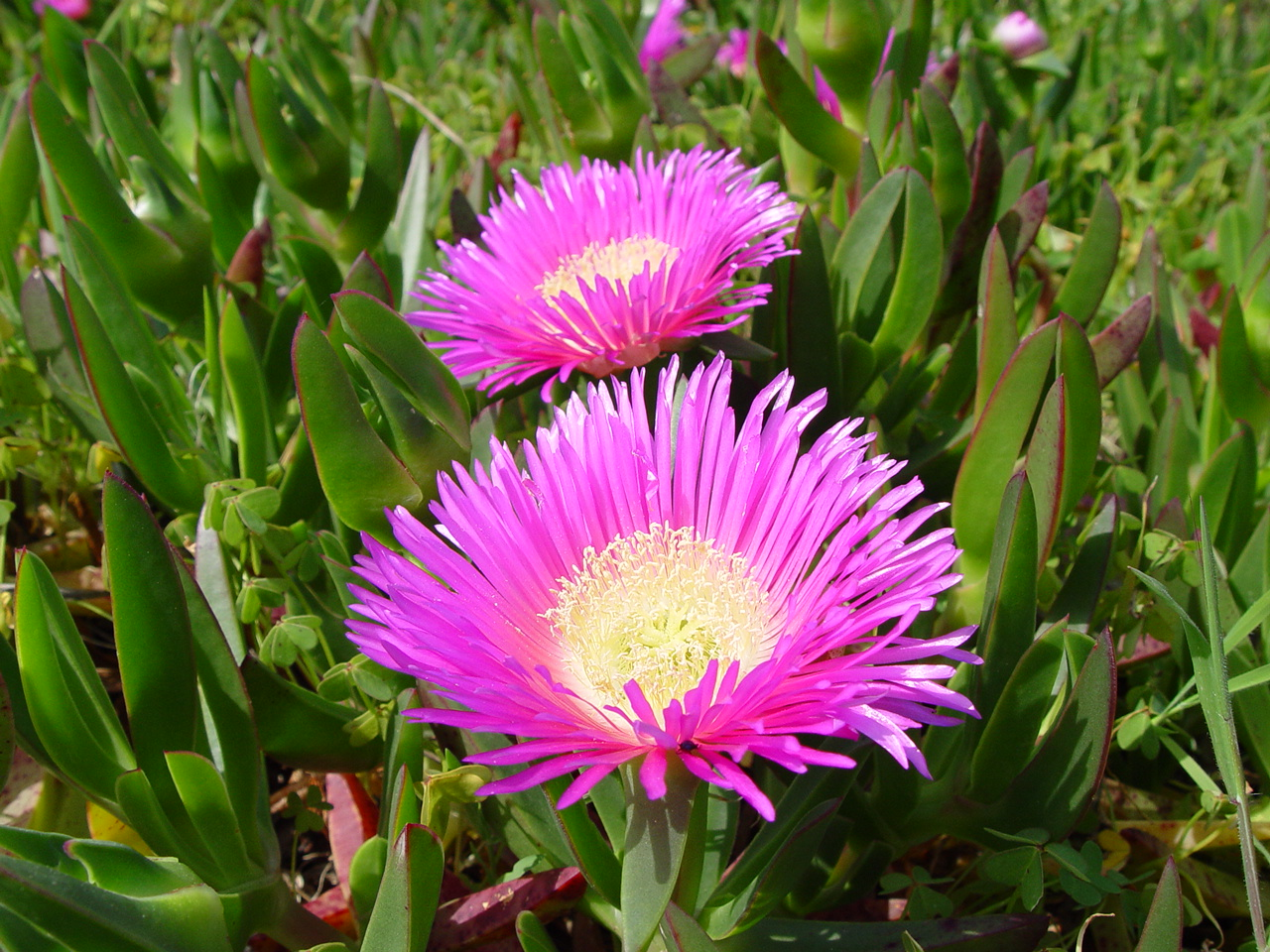
Kosmatcovník jedlý (Carpobrotus edulis)
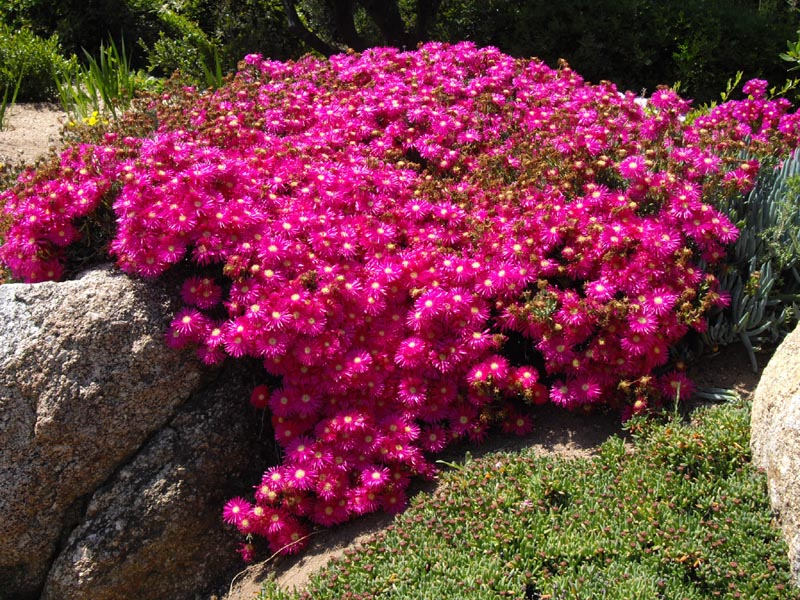
Lampranthus sp.
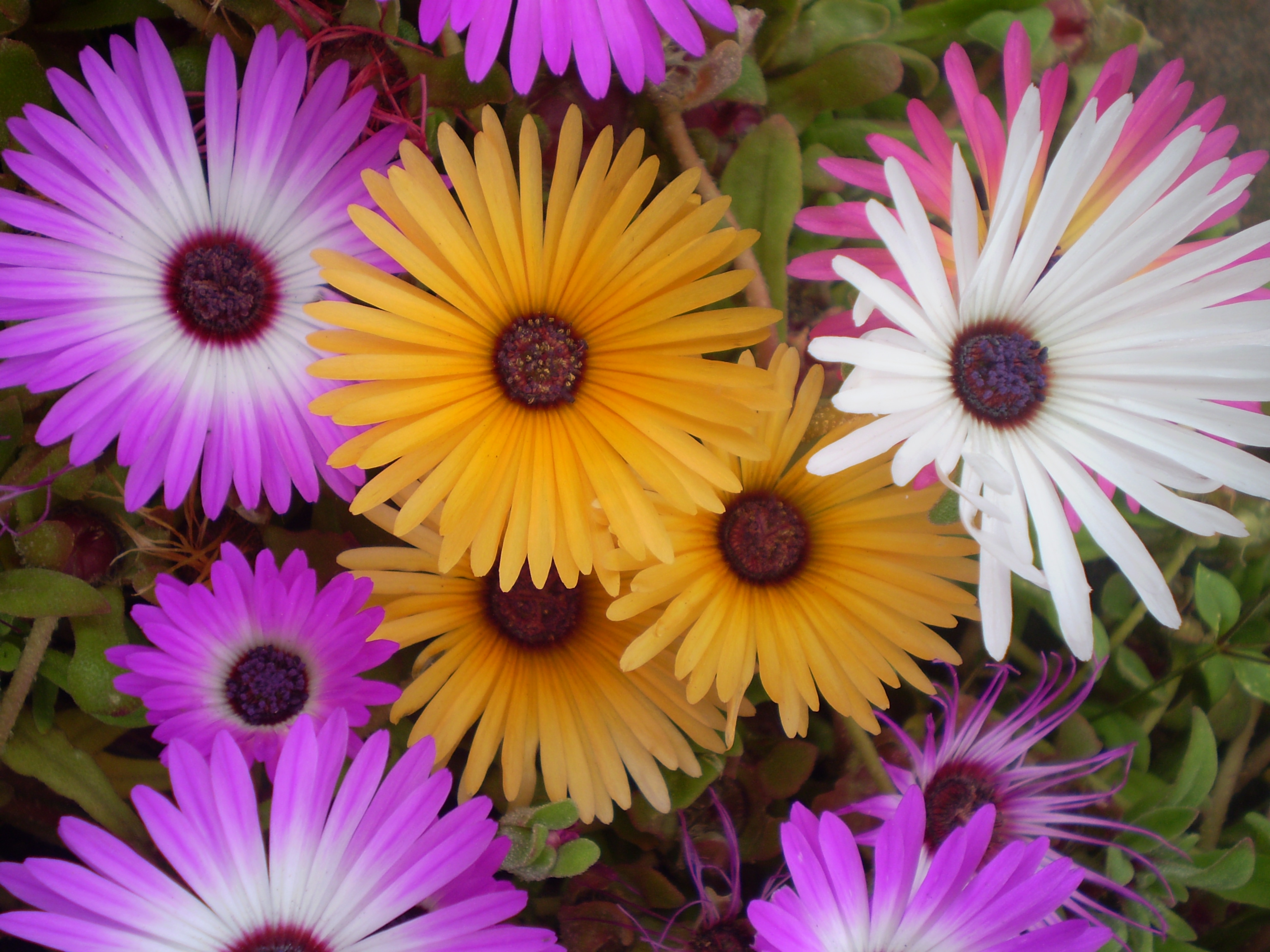
Kosmatec sedmikráskovitý (Dorotheanthus bellidiformis)

## Přehled rodů
Acrodon,
Acrosanthes,
Aizoanthemum,
Aizoon,
Aloinopsis,
Amphibolia,
Antegibbaeum,
Antimima,
Apatesia,
Arenifera,
Argyroderma,
Astridia,
Bergeranthus,
Bijlia,
Braunsia,
Brianhuntleya,
Calamophyllum,
Carpanthea,
Carpobrotus,
Carruanthus,
Cephalophyllum,
Cerochlamys,
Chasmatophyllum,
Cheiridopsis,
Circandra,
Cleretum,
Conicosia,
Conophytum,
Corpuscularia,
Cylindrophyllum,
Daggodora,
Deilanthe,
Delosperma,
Dicrocaulon,
Didymaotus,
Dinteranthus,
Diplosoma,
Disphyma,
Dracophilus,
Drosanthemum,
Eberlanzia,
Ebracteola,
Ectotropis,
Enarganthe,
Erepsia,
Esterhuysenia,
Faucaria,
Fenestraria,
Frithia,
Galenia,
Gibbaeum,
Glottiphyllum,
Gunniopsis,
Hallianthus,
Hammeria,
Hartmanthus,
Hereroa,
Hymenogyne,
Ihlenfeldtia,
Jacobsenia,
Jensenobotrya,
Jordaaniella,
Juttadinteria,
Khadia,
Knersia,
Lampranthus,
Lapidaria,
Leipoldtia,
Lithops,
Machairophyllum,
Malephora,
Malotigena,
Marlothistella,
Mesembryanthemum,
Mestoklema,
Meyerophytum,
Mitrophyllum,
Monilaria,
Mossia,
Namaquanthus,
Namibia,
Nananthus,
Nelia,
Neohenricia,
Octopoma,
Oophytum,
Orthopterum,
Oscularia,
Ottosonderia,
Peersia,
Phiambolia,
Pleiospilos,
Plinthus,
Prepodesma,
Psammophora,
Rabiea,
Rhinephyllum,
Rhombophyllum,
Roosia,
Ruschia,
Ruschianthemum,
Ruschianthus,
Ruschiella,
Sarcozona,
Schlechteranthus,
Schwantesia,
Scopelogena,
Sesuvium,
Skiatophytum,
Smicrostigma,
Stayneria,
Stoeberia,
Stomatium,
Tanquana,
Tetragonia,
Titanopsis,
Trianthema,
Tribulocarpus,
Trichodiadema,
Vanheerdea,
Vanzijlia,
Vlokia,
Wooleya,
Zaleya,
Zeuktophyllum